# 温陽郡
温陽郡（オニャンぐん、おんようぐん、朝鮮語: 온양군）は、かつて李氏朝鮮・大韓帝国にあった行政区画で、現在の牙山市温陽洞を中心に牙山市東部の排芳邑・松岳面・湯井面を管轄した郡。

## 由来
温陽は温泉が有名な場所で、地名も温泉から発祥した地名である。

## 歴史
- 馬韓時代に冉路国があった地域である。9年（温祚王27年）に馬韓が百済に合併され、百済の領域となった。18年（温祚王36年）に湯井城が築城された。
- 百済の行政体制が整備され、湯井郡が設置された。
- 唐・新羅戦争中の671年（文武王11年）に元・湯井郡を治所に忠清南道北部に湯井州を設置。
- 681年 - 全国の行政体制を9州5小京に再編されながら湯井州は熊川州に併合された。湯井郡に還元され陰峯県と祁梁県の二つの領県を管轄し、領域が今の牙山市とほぼ同じだった。
- 高麗時代の940年に温水郡に改名した。
- 1018年（高麗顕宗9年） - 天安部に編入された。
- 1172年（高麗明宗2年） - 監務を置いて、天安から独立して温水県を再興。
- 李氏朝鮮建国後の1414年、新昌県と合併して温昌県としたが1416年に再び分割した。
- 1442年（世宗24年） - 今の名前である温陽に改名して温陽郡に昇格した。
- 1459年（世祖5年） - 牙山県が近くの郡県に分割編入され牙山県の一部の地域を編入。5年後、牙山県が再興された。
- 1895年 - 二十三府制の施行により行政区域が再編され、洪州府管轄の温陽郡となったが、翌年十三道制に還元され忠清南道に編入された。
- 1914年 - 郡面統合により新昌郡と牙山郡を強制併合された。新牙山郡12面のうち温陽面、松嶽面、排芳面、湯井面、塩峙面（一部）に再編された。

1914年の行政区域と現在の行政区域との比較
| 朝鮮総督府令第111号 |            |                                                        |            |            |
| 旧行政区域          | 新行政区域 | 新行政区域                                             | 新行政区域 | 新行政区域 |
| 邑内面              | 温陽面     | 읍내리、법곡리、장존리、좌부리                         |            |            |
| 西面                | 温陽面     | 온천리、방축리、배미리、기산리、용화리、신인리、초사리 |            |            |
| 郡内面              | 温陽面     | 풍기리                                                 |            |            |
| 郡内面              | 排芳面     | 남리、수철리、신흥리、중리                             |            |            |
| 東上面              | 排芳面     | 갈매리、공수리、북수리、세출리、회룡리                 |            |            |
| 東下面              | 排芳面     | 세교리、장재리、휴대리                                 |            |            |
| 一北面              | 湯井面     | 갈산리、동산리、매곡리、명암리、호산리                 |            |            |
| 二北面              | 湯井面     | 구령리、권곡리、모종리、신리、용두리                   |            |            |
| 南上面              | 松嶽面     | 강장리、거산리、동화리、송학리、수곡리、유곡리、종곡리 |            |            |
| 南下面              | 松嶽面     | 강당리、궁평리、마곡리、역촌리、외암리、평촌리         |            |            |